# بازارگردان
بازارگردان یا بازی‌گر (به انگلیسی: Market maker) افراد یا شرکت‌هایی هستند، که با هدف کسب سود، اقدام به خرید و فروش دارایی مالی (اوراق بهادار) یا کالاهای اقتصادی کرده و بنا به ماهیت عملکرد، از نوسانات ناخواسته قیمت دارایی می‌کاهند.
سود بازارگردان‌ها از مابه‌التفاوت قیمت پیشنهادی خرید و فروش یا از طریق کارمزد عملیات، بدست می‌آید. پیاده‌سازی سیستم دارای بازار گردان، سبب بهبود مشخصه‌های کیفی بازار، همانند پایین آمدن هزینه‌های تراکنش و کاهش شاخص نوسانات سهم می‌شود. بازارگردان‌ها نقش مهمی را در ایجاد نقدشوندگی برای سهام، یا هر نوع اوراق بهادار دیگر ایفا می‌کنند. یکی دیگر از نقش‌های بازارگردان‌ها تضمین قیمت مرجع، برای یک دارایی است.
بازارگردان، کارگزار یا معامله‌گری است که با اخذ مجوز لازم و با تعهد به افزایش نقدشوندگی و تنظیم عرضه و تقاضای اوراق بهادار معین و تحدید دامنه نوسان قیمت آن، به داد و ستد آن اوراق می‌پردازد.